# Arrondissement Montbrison
Das Arrondissement Montbrison ist eine Verwaltungseinheit des Départements Loire in der französischen Region Auvergne-Rhône-Alpes. Unterpräfektur ist Montbrison.
Im Arrondissement liegen fünf Wahlkreise (Kantone) und 132 Gemeinden.

## Wahlkreise
- Kanton Andrézieux-Bouthéon (mit 14 von 15 Gemeinden)
- Kanton Boën-sur-Lignon (mit 36 von 48 Gemeinden)
- Kanton Feurs
- Kanton Montbrison
- Kanton Saint-Just-Saint-Rambert

## Gemeinden
Die Gemeinden des Arrondissements Montbrison sind:
| 1. Aboën (42001)                      | 2. Ailleux (42002)                    | 3. Apinac (42006)                            | 4. Arthun (42009)                     |
| 5. Aveizieux (42010)                  | 6. Bard (42012)                       | 7. Bellegarde-en-Forez (42013)               | 8. Boën-sur-Lignon (42019)            |
| 9. Boisset-lès-Montrond (42020)       | 10. Boisset-Saint-Priest (42021)      | 11. Bonson (42022)                           | 12. Bussy-Albieux (42030)             |
| 13. Cervières (42034)                 | 14. Cezay (42035)                     | 15. Chalain-d’Uzore (42037)                  | 16. Chalain-le-Comtal (42038)         |
| 17. Chalmazel-Jeansagnière (42039)    | 18. La Chamba (42040)                 | 19. Chambéon (42041)                         | 20. Chambles (42042)                  |
| 21. Chambœuf (42043)                  | 22. La Chambonie (42045)              | 23. Champdieu (42046)                        | 24. La Chapelle-en-Lafaye (42050)     |
| 25. Châtelneuf (42054)                | 26. Châtelus (42055)                  | 27. Chazelles-sur-Lavieu (42058)             | 28. Chazelles-sur-Lyon (42059)        |
| 29. Chenereilles (42060)              | 30. Chevrières (42062)                | 31. Civens (42065)                           | 32. Cleppé (42066)                    |
| 33. La Côte - Saint-Didier (42217)    | 34. Cottance (42073)                  | 35. Craintilleux (42075)                     | 36. Cuzieu (42081)                    |
| 37. Écotay-l’Olme (42087)             | 38. Épercieux-Saint-Paul (42088)      | 39. Essertines-en-Châtelneuf (42089)         | 40. Essertines-en-Donzy (42090)       |
| 41. Estivareilles (42091)             | 42. Feurs (42094)                     | 43. La Gimond (42100)                        | 44. Grammond (42102)                  |
| 45. Grézieux-le-Fromental (42105)     | 46. Gumières (42107)                  | 47. L’Hôpital-le-Grand (42108)               | 48. Jas (42113)                       |
| 49. Lavieu (42117)                    | 50. Leigneux (42119)                  | 51. Lérigneux (42121)                        | 52. Lézigneux (42122)                 |
| 53. Luriecq (42126)                   | 54. Magneux-Haute-Rive (42130)        | 55. Marcilly-le-Châtel (42134)               | 56. Marclopt (42135)                  |
| 57. Marcoux (42136)                   | 58. Margerie-Chantagret (42137)       | 59. Maringes (42138)                         | 60. Marols (42140)                    |
| 61. Merle-Leignec (42142)             | 62. Mizérieux (42143)                 | 63. Montarcher (42146)                       | 64. Montbrison (42147)                |
| 65. Montchal (42148)                  | 66. Montrond-les-Bains (42149)        | 67. Montverdun (42150)                       | 68. Mornand-en-Forez (42151)          |
| 69. Nervieux (42155)                  | 70. Noirétable (42159)                | 71. Palogneux (42164)                        | 72. Panissières (42165)               |
| 73. Périgneux (42169)                 | 74. Poncins (42174)                   | 75. Pouilly-lès-Feurs (42175)                | 76. Pralong (42179)                   |
| 77. Précieux (42180)                  | 78. Rivas (42185)                     | 79. Roche-en-Forez (42188)                   | 80. Rozier-Côtes-d’Aurec (42192)      |
| 81. Rozier-en-Donzy (42193)           | 82. Sail-sous-Couzan (42195)          | 83. Saint-André-le-Puy (42200)               | 84. Saint-Barthélemy-Lestra (42202)   |
| 85. Saint-Bonnet-le-Château (42204)   | 86. Saint-Bonnet-le-Courreau (42205)  | 87. Saint-Bonnet-les-Oules (42206)           | 88. Saint-Cyprien (42211)             |
| 89. Saint-Cyr-les-Vignes (42214)      | 90. Saint-Denis-sur-Coise (42216)     | 91. Saint-Étienne-le-Molard (42219)          | 92. Saint-Galmier (42222)             |
| 93. Saint-Georges-en-Couzan (42227)   | 94. Saint-Georges-Haute-Ville (42228) | 95. Saint-Hilaire-Cusson-la-Valmitte (42235) | 96. Saint-Jean-la-Vêtre (42238)       |
| 97. Saint-Jean-Soleymieux (42240)     | 98. Saint-Just-en-Bas (42247)         | 99. Saint-Just-Saint-Rambert (42279)         | 100. Saint-Laurent-la-Conche (42251)  |
| 101. Saint-Marcellin-en-Forez (42256) | 102. Saint-Martin-Lestra (42261)      | 103. Saint-Maurice-en-Gourgois (42262)       | 104. Saint-Médard-en-Forez (42264)    |
| 105. Saint-Nizier-de-Fornas (42266)   | 106. Saint-Paul-d’Uzore (42269)       | 107. Saint-Priest-la-Vêtre (42278)           | 108. Saint-Romain-le-Puy (42285)      |
| 109. Saint-Sixte (42288)              | 110. Saint-Thomas-la-Garde (42290)    | 111. Sainte-Agathe-la-Bouteresse (42197)     | 112. Sainte-Foy-Saint-Sulpice (42221) |
| 113. Les Salles (42295)               | 114. Salt-en-Donzy (42296)            | 115. Salvizinet (42297)                      | 116. Sauvain (42298)                  |
| 117. Savigneux (42299)                | 118. Soleymieux (42301)               | 119. Solore-en-Forez (42084)                 | 120. Sury-le-Comtal (42304)           |
| 121. La Tourette (42312)              | 122. Trelins (42313)                  | 123. Unias (42315)                           | 124. Usson-en-Forez (42318)           |
| 125. Valeille (42319)                 | 126. La Valla-sur-Rochefort (42321)   | 127. Veauche (42323)                         | 128. Veauchette (42324)               |
| 129. Verrières-en-Forez (42328)       | 130. Vêtre-sur-Anzon (42245)          | 131. Viricelles (42335)                      | 132. Virigneux (42336)                |

## Neuordnung der Arrondissements 2017

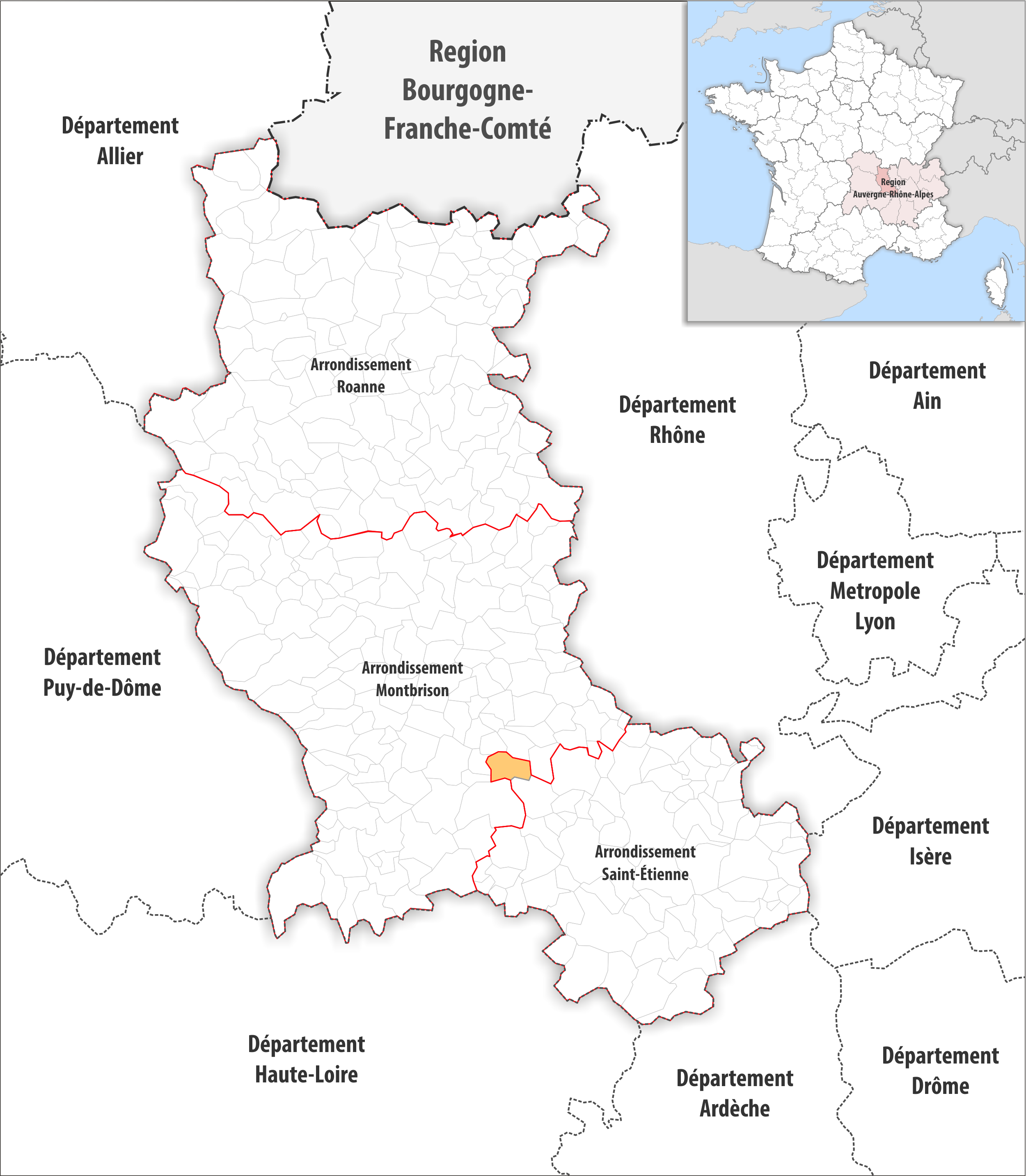
Arrondissementsanpassungen im Jahr 2017

Durch die Neuordnung der Arrondissements im Jahr 2017 wurden die Gemeinde Andrézieux-Bouthéon aus dem Arrondissement Montbrison dem Arrondissement Saint-Étienne zugewiesen.

## Ehemalige Gemeinden seit der landesweiten Neuordnung der Arrondissements
Bis 2024: Débats-Rivière-d’Orpra, La Côte-en-Couzan, L’Hôpital-sous-Rochefort, Saint-Didier-sur-Rochefort, Saint-Laurent-Rochefort
Bis 2018: Saint-Julien-la-Vêtre, Saint-Thurin
Bis 2015: Chalmazel, Jeansagnière